# Hava Nagila
Hava Nagila oder Havah Nagilah (hebräisch הבה נגילה) ist ein hebräisches Volkslied, das traditionell bei jüdischen Feiern gesungen wird.

## Entstehung
Die Melodie war ursprünglich ein wortloser chassidischer Niggun und wurde vom Musikwissenschaftler Abraham Zvi Idelsohn, vermutlich im Jahr 1918 anlässlich der britischen Besetzung Palästinas im Ersten Weltkrieg, bearbeitet und mit Worten versehen. Der Titel bedeutet übersetzt „Lasst uns glücklich sein“. Es ist ein Lied der Feier und im Judentum bei Hochzeiten und Bar/Bat-Mizwa-Feiern sehr beliebt. In der Popkultur wird es als Metonym für das Judentum benutzt. Die grammatische Form der ersten sechs Zeilen ist jeweils nach dem einleitenden hava („auf!“, wörtl. „gib!“) ein Kohortativ. Diese grammatische Form aus dem biblischen Hebräisch wird im gehobenen modernen Hebräisch noch verwendet.

## Text
| Transkription                | Hebräisch                    |                                               | Übersetzung |
| ---------------------------- | ---------------------------- | --------------------------------------------- | ----------- |
| Havah nagilah                | הבה נגילה                    | Lasst uns glücklich sein                      |             |
| Havah nagilah                | הבה נגילה                    | Lasst uns glücklich sein                      |             |
| Havah nagilah ve nismechah   | הבה נגילה ונשמחה             | Lasst uns glücklich und fröhlich sein         |             |
|                              | (Strophe einmal wiederholen) |                                               |             |
| Havah neranenah              | הבה נרננה                    | Lasst uns singen                              |             |
| Havah neranenah              | הבה נרננה                    | Lasst uns singen                              |             |
| Havah neranenah ve nismechah | הבה נרננה ונשמחה             | Lasst uns singen und fröhlich sein            |             |
|                              | (Strophe einmal wiederholen) |                                               |             |
| Uru, uru achim!              | עורו עורו אחים!              | Erwachet, erwachet Brüder!                    |             |
| Uru achim b'lev sameach      | עורו אחים בלב שמח            | Erwachet Brüder, mit einem glücklichen Herzen |             |
|                              | (Vers viermal wiederholen)   |                                               |             |
| Uru achim, uru achim!        | עורו אחים עורו אחים!         | Erwachet Brüder, erwachet Brüder!             |             |
| B'lev sameach                | בלב שמח                      | Mit einem glücklichen Herzen                  |             |

## Interpreten
Rika Zaraï, Alma Cogan, Olivera Katarina, Ivan Rebroff, Harry Belafonte, Bob Dylan, Dick Dale, Danny Kaye und zahlreiche weitere Künstler erreichten mit dem Lied eine Platzierung in den Hitlisten.
Das Lied I’m the Man der Band Anthrax zitiert die Melodie der ersten Strophe.